# Schliersee
Schliersee är en köping (Markt) i Landkreis Miesbach i Regierungsbezirk Oberbayern i förbundslandet Bayern i Tyskland,  omkring 5 mil söder om München. På orten finns ett studiecentrum för lutherskt ungdomsarbete.